# هيو ريد
هيو ريد (بالإنجليزية: Hugh Reid)‏ هو لاعب كرة قاعدة أمريكي، ولد في 10 مايو 1852 في كليفلاند في الولايات المتحدة، وتوفي في 22 ديسمبر 1928 في شيكاغو في الولايات المتحدة.

## وصلات خارجية
- هيو ريد على موقعبيزبول رفرنس.كوم (الدوري الرئيسي) (الإنجليزية)